# Pavle Jovanovic
Pavle Jovanovic (* 11. Januar 1977 in Toms River; † 3. Mai 2020) war ein US-amerikanischer Bobsportler.
Pavle Jovanovic betrieb Bobsport seit 1997. Sein internationales Debüt im Weltcup gab er in der Saison 1998/99 im Bob seines späteren Trainers Brian Shimer. Seit der Saison 2000/01 fuhr Jovanovic mit Todd Hays. Mit ihm gewann er im Zweier- und Viererbob sechs Weltcuprennen. Bei der Bob-Weltmeisterschaft 2004 in Königssee gewann er im Viererbob die Bronzemedaille. Im Zweierbob wurden Hays/Jovanovic Siebte. Bei der WM im folgenden Jahr in Calgary startete er in Hays' Viererbob und wurde Fünfter. Nach den Olympischen Spielen 2006 von Turin, wo er im Viererbob Siebter wurde, beendete Hays seine Karriere. Jovanovic wechselte daraufhin wie der Großteil von Hays’ alter Crew zu Steven Holcomb. Mit diesem gewann er drei Weltcuprennen im Viererbob und wurde bei der Bob-Weltmeisterschaft 2007 in Turin Vierter im Viererbob.
Im Dezember 2001 wurden bei einem Dopingtest Jovanovics Drogen nachgewiesen. Der Athlet, der sich zu dieser Zeit auf die Olympischen Spiele von Salt Lake City vorbereitete, wurde daraufhin für zwei Jahre gesperrt. 2003 kehrte er zum Sport zurück.
Im Mai 2020 nahm sich Pavle Jovanovic im Alter von 43 Jahren das Leben.